# Popești (Vrancea)
Popeşti é uma comuna romena localizada no distrito de Vrancea, na região de Moldávia. A comuna possui uma área de 22.21 km² e sua população era de 3294 habitantes segundo o censo de 2007.